# Dragontown
| Recensione                | Giudizio |
| ------------------------- | -------- |
| Rolling Stone Album Guide | [ 1 ]    |

Dragontown è il ventiduesimo album in studio di Alice Cooper. Viene pubblicato il 18 settembre 2001 per l'Etichetta discografica Spitfire Records.

## Tracce
1. "Triggerman" - (Cooper/Marlette) – 4:00
2. "Deeper" - (Cooper/Marlette) – 4:36
3. "Dragontown" - (Cooper/Marlette) – 5:06
4. "Sex, Death and Money" - (Cooper/Marlette) – 3:39
5. "Fantasy Man" - (Cooper/Marlette) – 4:05
6. "Somewhere in the Jungle" - (Cooper/Marlette) – 5:22
7. "Disgraceland" - (Cooper/Marlette) – 3:34
8. "Sister Sara" - (Cooper/Marlette) – 4:35
9. "Every Woman Has a Name" - (Cooper/Marlette) – 3:45
10. "I Just Wanna Be God" - (Cooper/Marlette) – 3:53
11. "It's Much Too Late" - (Cooper/Marlette) – 4:40
12. "The Sentinel" - (Cooper/Marlette) – 3:53

## Tracce aggiunte nell'edizione speciale 2002
- 13. "Can't Sleep, Clowns Will Eat Me" – 4:09
- 14. "Go to Hell (live)" – 3:48
- 15. "Ballad of Dwight Fry (live)" – 4:27
- 16. "Brutal Planet (Remix)" – 5:27

## Formazione
- Alice Cooper - voce, armonica
- Ryan Roxie - chitarra
- Tim Pierce - chitarra
- Greg Smith - basso
- Kenny Aronoff - batteria
- Bob Marlette - chitarra ritmica, basso, tastiere